# Cucina ferrarese

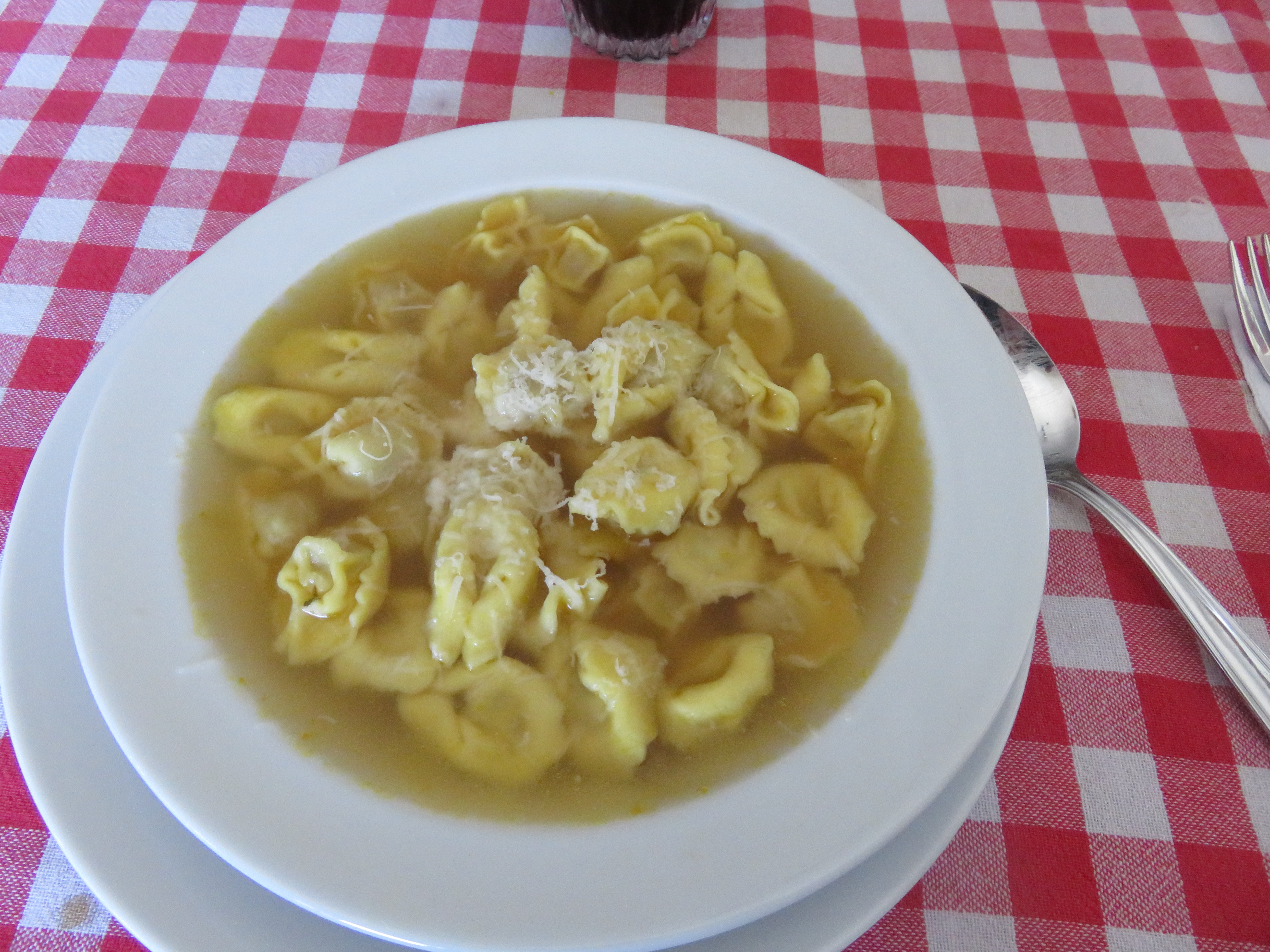
Cappelletti ferraresi in brodo con Parmigiano Reggiano

La cucina ferrarese raccoglie i piatti e le preparazioni dell'arte culinaria della provincia di Ferrara.

## Storia
La fama della cucina ferrarese risale al periodo medievale ed in particolare al tempo della signoria degli Este. Tra i cuochi più noti, autori di testi di cucina legati alla tradizione ferrarese si può citare Cristoforo di Messisbugo, sepolto a Ferrara nella chiesa di Sant'Antonio in Polesine.

## Descrizione
La cucina ferrarese vanta un buon numero di specialità locali che vengono da una tradizione risalente all'epoca medioevale e dalla cultura contadina. È stata influenzata dalle province vicine ed ha piatti in comune con la cucina emiliana e con quella veneta.

## Primi piatti
- Cappellacci di zucca, simili a quelli mantovani, solitamente serviti con ragù di carne e solo in tempi più recenti presentati al pomodoro o conditi con burro e salvia.
- Cappelletti.
- Passatelli in brodo.
- Pasticcio di maccheroni alla ferrarese che può essere nelle versioni dolce (ricoperto di pasta frolla) o salata (ricoperto di pasta sfoglia).
- Tagliatelle.[2][3][4][5]

## Secondi piatti

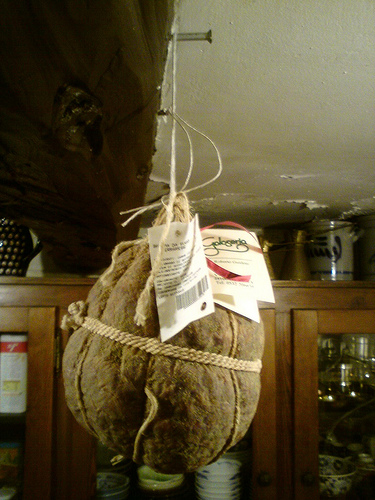
Salama da sugo prima della cottura

- Salama da sugo, che è forse il piatto più rappresentativo della città, un salume di carni di maiale tipico della zona, cotta e servita calda con purè di patate in inverno oppure affettata fredda d'estate.
- Anguilla, tradizione che arriva dalla zona di Comacchio.
- Lumache alla casumarese.

## Salumi e formaggi
- Salame all'aglio
- Zia ferrarese.

## Pane

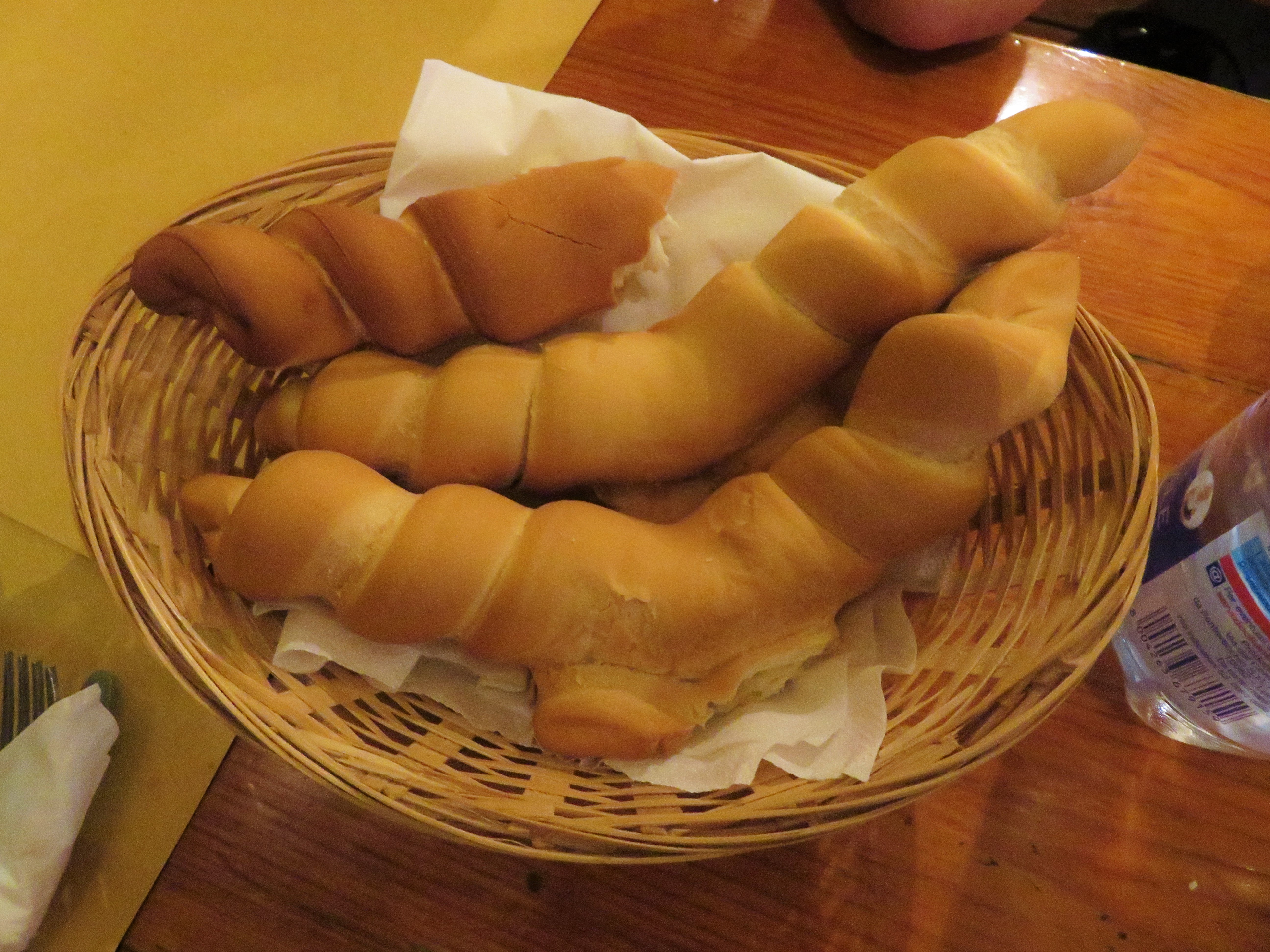
Coppia ferrarese

Il pane tipico è la coppia ferrarese, protetto del marchio Indicazione geografica protetta. Ferrara aderisce all'Associazione nazionale città del pane.
Di preparazione diversa sono i pinzini, non esclusivi del territorio e conosciuti in altre aree vicine come gnocco fritto ma molto diffusi.

## Dolci

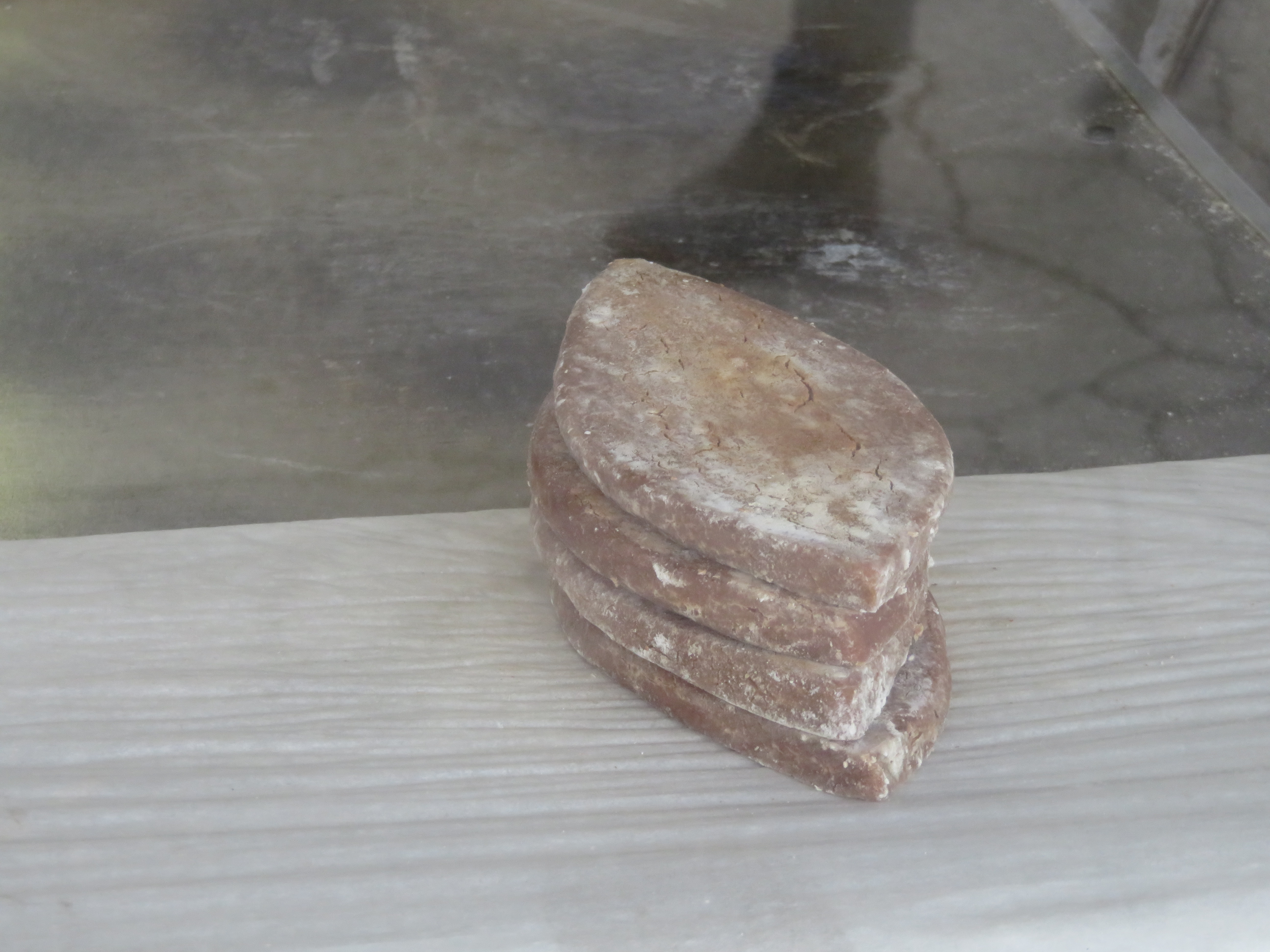
Mistocchine

- Pampapato[7] è il dolce più noto, consumato nel periodo natalizio
- Ricciola.
- Tenerina.
- Ciambella ferrarese (brazadela)[8]
- Tamplun, frittelle di castagne, uvetta e pinoli
- Mistocchine, frittelle di farina di castagne[9]

## Vini
I vini i più noti del territorio sono quelli del bosco Eliceo appartenenti all'omonima Bosco Aliceo DOC, con origini legate al periodo di Spina e ottenuti probabilmente da innesti con vitigni portati da Renata di Francia, consorte del duca Ercole II d'Este.

## Prodotti agroalimentari
- Aglio di Voghiera.[11]
- Riso di Jolanda di Savoia.[12]